# J・K・ローリング
J・K・ローリング（英: J. K. Rowling、本名：ジョアン・ローリング（英: Joanne Rowling CH, OBE, HonFRSE, FRCPE, FRSL, [ˈroʊlɪŋ] ROH-ling;、1965年7月31日 - ）は、イギリスの小説家・慈善家・映画プロデューサー・脚本家。『ハリー・ポッターシリーズ』の原作者として知られる。
一児のシングルマザーとなり、生活保護を受けながら執筆した「ハリー・ポッター」シリーズの原稿を、30歳のときに完成させた。このシリーズは世界中で反響を呼び、幾多の賞を獲得した他4億部以上出版されている。これは史上最も売れたシリーズ作品であり、また映画化シリーズは世界歴代12位の興行収入をあげた。
また、「ハリーポッター」シリーズのスピンオフ映画『ファンタスティック・ビーストと魔法使いの旅』（2016年）では脚本家としてデビューし、シリーズの脚本を務めている。また、ロバート・ガルブレイス（英: Robert Galbraith）というペンネームで犯罪小説を書いている。

## ペンネーム

### J・K・ローリング名義
現在のペンネーム『J・K・ローリング』は、本のターゲットとなる男の子が「女性作家の作品だと知りたくないだろう」と心配した出版社が、イニシャルを用いるように求めたためにつけられたものである。ローリングはミドルネームを持っていなかったので、祖母のキャスリーン（Kathleen）にちなみ、ペンネームをJ・K・ローリングとした。
なお、本人がジョアン（英: Joanne）でなく、その略称であるジョー（英: Jo）と称するのを好むのは、子供の時、ジョアンと呼ばれるのは怒られる時だけだったためで、ペンネームではない。

### ロバート・ガルブレイス名義
ハリー・ポッターシリーズが終わっても作家業を続け、作家名も変えないと発言していたが、2013年にロバート・ガルブレイス（英: Robert Galbraith）という男性のペンネームで『カッコウの呼び声』という探偵小説を出版していたことが、サンデー・タイムズの調査により発覚した。本人は「もう少し長く秘密にしておきたかった」と語った。
ロバート・ガルブレイスは、自身のプロフィールを「2003年から民間の警備保障会社に勤務している英軍警察の元隊員」だと説明していたが、初めて書いたにしては出来が良すぎるのではないかと疑問を抱いたサンデー・タイムズ紙が、正体について調査した。

## 経歴

### 生い立ち

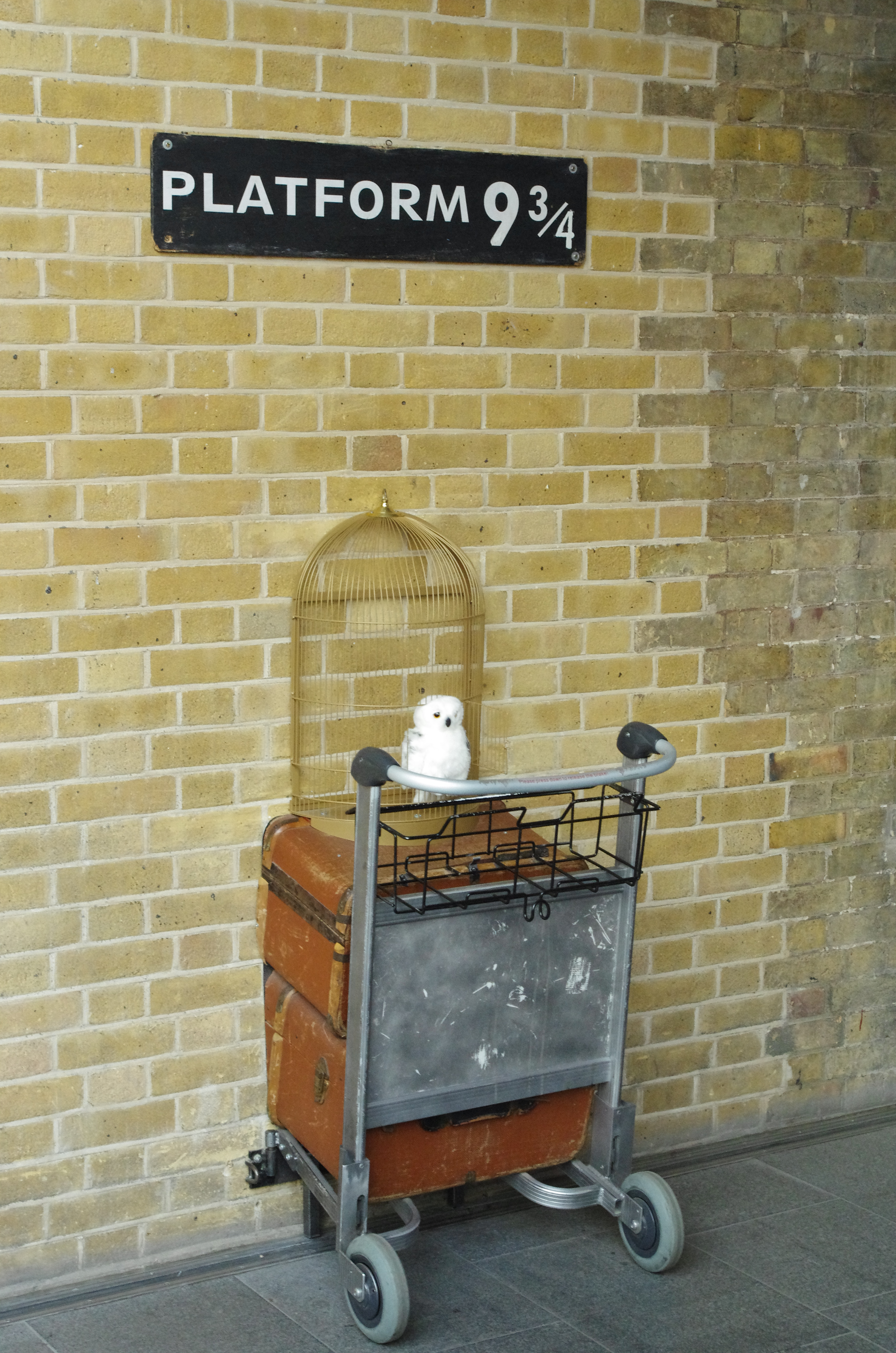
ローリングの両親は、キングスクロス駅からの電車の中で出会った。画像は、ハリー・ポッターの魔法の世界への入り口である、キングスクロス駅の「プラットフォーム 9 + 3⁄4」。

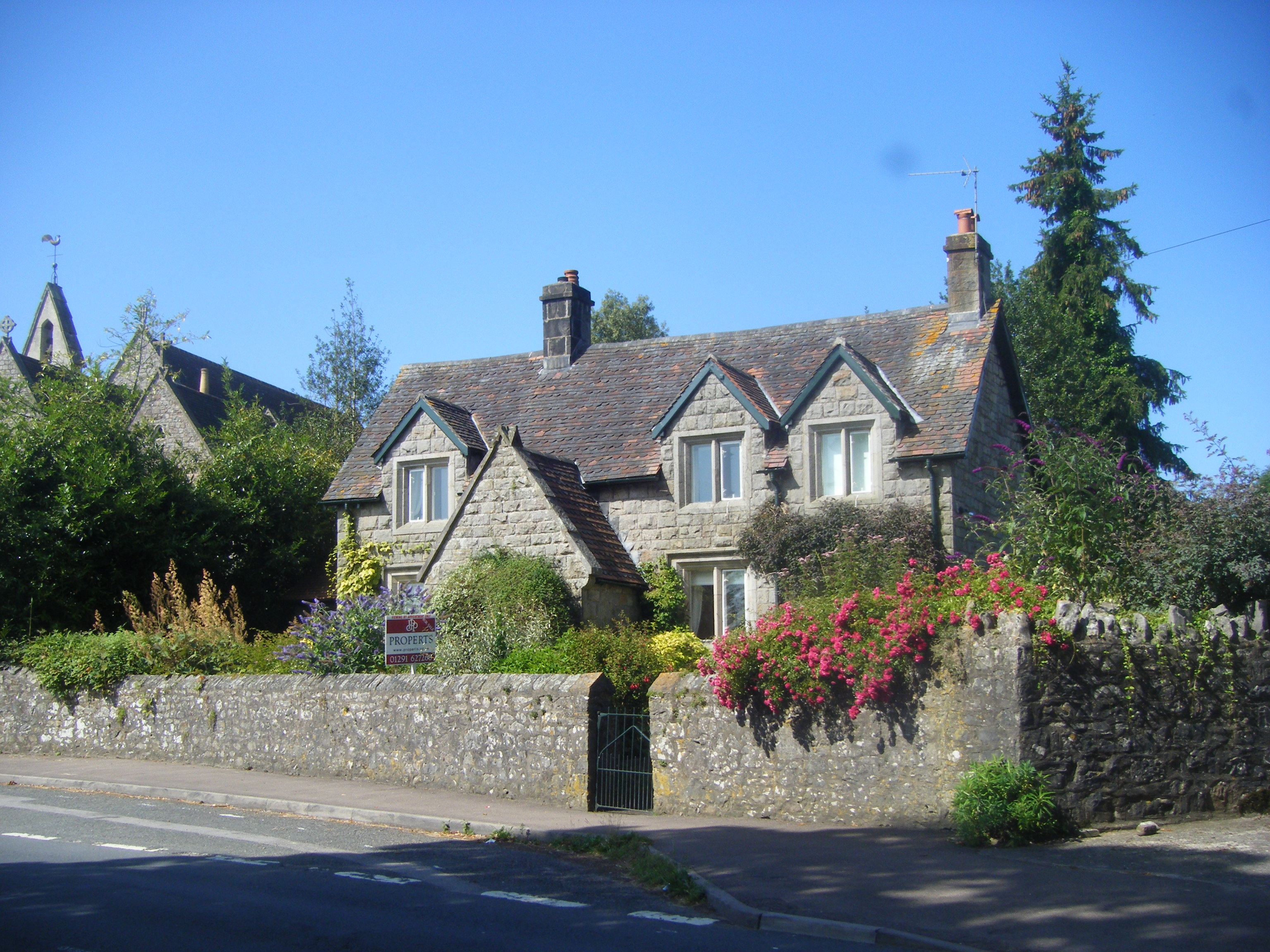
タッツヒルのチャーチ・コテージ。左に見えるのは教会で、さらに左に教会付属の墓地が広がる。

イギリス南西部ブリストルの北東約15キロ、グロスタシャー州にあるイェイトに住むロールスロイスの航空機のエンジニアであるピーター・ジェームズ・ローリングとアン・ローリング夫妻の長女として生まれた。生まれた病院は、隣町のチッピング・ソドベリーにある。
2年後に妹が生まれ、本人が4歳の時に家族はグロスタシャーのウィンターボーンに移り、さらに9歳の時にタッツヒルへと引っ越し、「チャーチ・コテージ」と呼ばれる19世紀半ばに建てられたゴシック風の建物で、美しい庭に囲まれて成長した。近くには、自然豊かなディーンの森があった。この様々な民間伝承をもつ神秘的な森は彼女の想像力をかき立てた。
子供時代から物語を書くことが好きで、初めて書いたのは『Rabbit』という名前のウサギの話で、6歳の時である。

### 少女時代
ワイディーン・コンプリヘンシヴ・スクール（総合制中等学校）時代には、すでに想像力に富んだ作品を創作しており、国語の教師たちに強い印象を与えていた。サバイバルを主題にしたエッセイ『私の無人島生活（My Desert Island）』では、A＋の評価を受けた。しかし、この頃はガリ勉といじめられたり、因縁をつけられ喧嘩をふっかけられたりと不愉快な思いも経験していた。
また、15歳の頃、母アンが多発性硬化症と診断が下される。陽気で活力にあふれた母が徐々に病魔に侵されていくのを見ているのは、胸が引き裂かれるほど辛いことだったとローリングは語っている。ローリングは最終学年でヘッドガールに選ばれるなど、明るく社交的な人気者になっていた。

### 大学時代
本人は文学方面に進みたかったが、両親の希望の母国語（英語）の教員となるために、エクセター大学でフランス語と古典学（古代ギリシア・ローマ研究）を学んだ。1年間の留学期間が必須科目だったのでパリに留学し、パートタイムで英語講師として英語を教えた。在学中も多くの小説を書いたが完成までは進まず、むしろ読む方に時間を費やし、ジェーン・オースティンなどの作品を読んだ。
最終学年を迎えた1987年、自ら志願して年に1回マーティン・ソレルの指導で上演されるフランス語の劇に協力した。フランスの劇作家オバルディアの『農場の宇宙飛行士』という哲学的なファンタジー喜劇で衣装係に任命された。1987年夏に大学を卒業した。

### 大学卒業後
大学を卒業後は、ロンドン南西部のクラパムにあるフラットに引っ越した。ロンドンのアムネスティ・インターナショナルで秘書として働いたが、仕事にはあまり興味を見出せなかった。この頃には、母アンの病状はかなり悪化しており、車いすや歩行器が必要となっていた。
この時は、大人向けの小説を書き始めていた。一度だけ出版社で働いたこともあり、原稿の断り状を送る作業をしていた。この頃、タイプをかなりのスピードで打つことが出来るようになっていた。ローリングは25歳を迎えるまでに2つの小説を書いたが、日の目を見なかった。その頃からカフェやバーで、メモや短い文書を書きなぐる習慣ができた。

### ハリー・ポッターの着想
1990年6月、25歳のローリングは、エクセター大学時代の恋人がマンチェスターに移り住んでいたので、そこに一緒に暮らそうと考えていた。週末を使ってマンチェスターでフラット探しをしたが見つからず、延々と続く英国の田園風景を眺めながら4時間かけてロンドンへ戻る列車に座っていた時、後に世界的大ヒット作となる作品のアイデアを思いつく。
自分と同じように、寂しげな黒と白のフリーシアン種の牛たちをじっと見つめているうちに、なにかのきっかけで突然アイディアが浮かび、目の前に「ハリーや魔法学校のイメージ」がはっきり浮かんできた。この男の子は「自分が何者なのか知らず、魔法学校への入学許可証をもらうまで自分が魔法使いだと知らない」という設定がパッとひらめいた。一つのアイディアに夢中になったのは初めてだった。
ペンも紙もなかったため、これらを頭の中ですべて思い浮かべていった。主人公のこと、通う学校、そこで出会う人々――。ロンドンに着く頃にはロン・ウィーズリーとハグリットを思いついていた。この段階では名前はついておらず、後から情報を集めて思いついて行った。
もっとも時間をかけて考えたのが学校そのものと、その雰囲気だった。場所はスコットランドを舞台に選んだ。ローリングは自分の部屋へ戻ってから、列車で考えていたことを思い出しては、安物の薄っぺらいノートに一心不乱に書き留めていった。これがハリー・ポッターの最初の草案となった。

### プロット制作、母の死
仕事はマンチェスター商工会議所で派遣秘書の職が見つかり、その年が終わる頃にはロンドンから引っ越してくることができた。ハリーとの出会いは退屈な暮らしに喜ばしい変化が訪れ、ローリングが彼の冒険物語について書いたメモはすぐに靴箱いっぱいになった。この頃から7巻のシリーズにすることを決めていた。
1990年12月30日に、母アンが45歳で亡くなる。10年に及ぶ闘病生活だった。父との関係は悪く、父の反対に遭ったことから母の死の前に会うことはできなかった。母の死はローリングの心に深刻な影響をもたらし、執筆中だった本の方向性にも及んだ。打ちひしがれてマンチェスターに戻っても、そこには行き場のない人生が待っているだけであった。
しかも、恋人との間にも険悪な空気が漂い始め、派手な喧嘩をしたあと、部屋を飛び出して郊外のディズバリーの小さなホテルに1人で泊まった。そこで思いついたのが、クィディッチだった。

### 出産と離婚

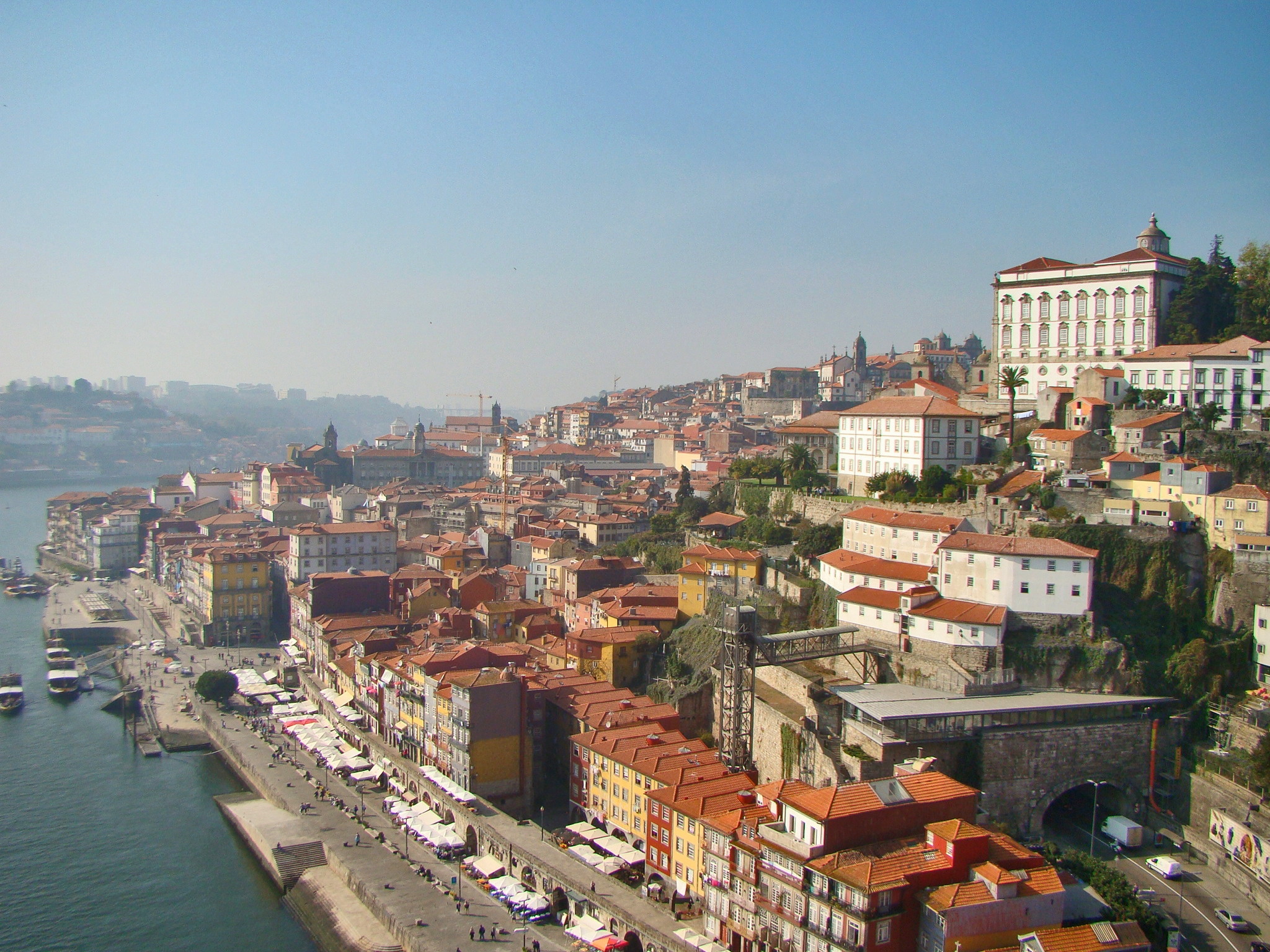
英語を教えるために移住した、ポルトガルのポルト。

翌1991年に、ポルトガルの英語教師としての職を得た。日中はコーヒーバーに居座って、原稿を書いていた。ポルト在住中5ヶ月目にバーで出会った男性、ポルトガルのテレビジャーナリストであるホルヘ・アランテスと同棲する。
その後、すぐに妊娠するが、アランテスをローリングの家族に紹介するためにロンドン旅行を計画していたが、そのとき彼女は流産してしまう。この頃には、『ハリー・ポッターと賢者の石』の最初の3章を書き終えていた。
1992年に27歳で結婚するが、ローリングは家庭内暴力を受けており、すでに二人の関係には亀裂が入っていた。それから数週間後、再び妊娠する。妊娠期間中はそれまでになくハリー・ポッター執筆に時間を費やすようになった。
1993年7月、長女ジェシカを出産したが、その4ヶ月後に離婚した。当時のローリングは「家の鍵」を持つことを許されず、夫は「賢者の石の原稿を人質にしていた」と述べている。夫がローリングを家から追い出した後、1993年11月17日に別居した。ローリングは警察に依頼して所持品を取り戻し、ポルトガルを離れるまでの2週間潜伏した。

### 生活困窮の中で執筆活動

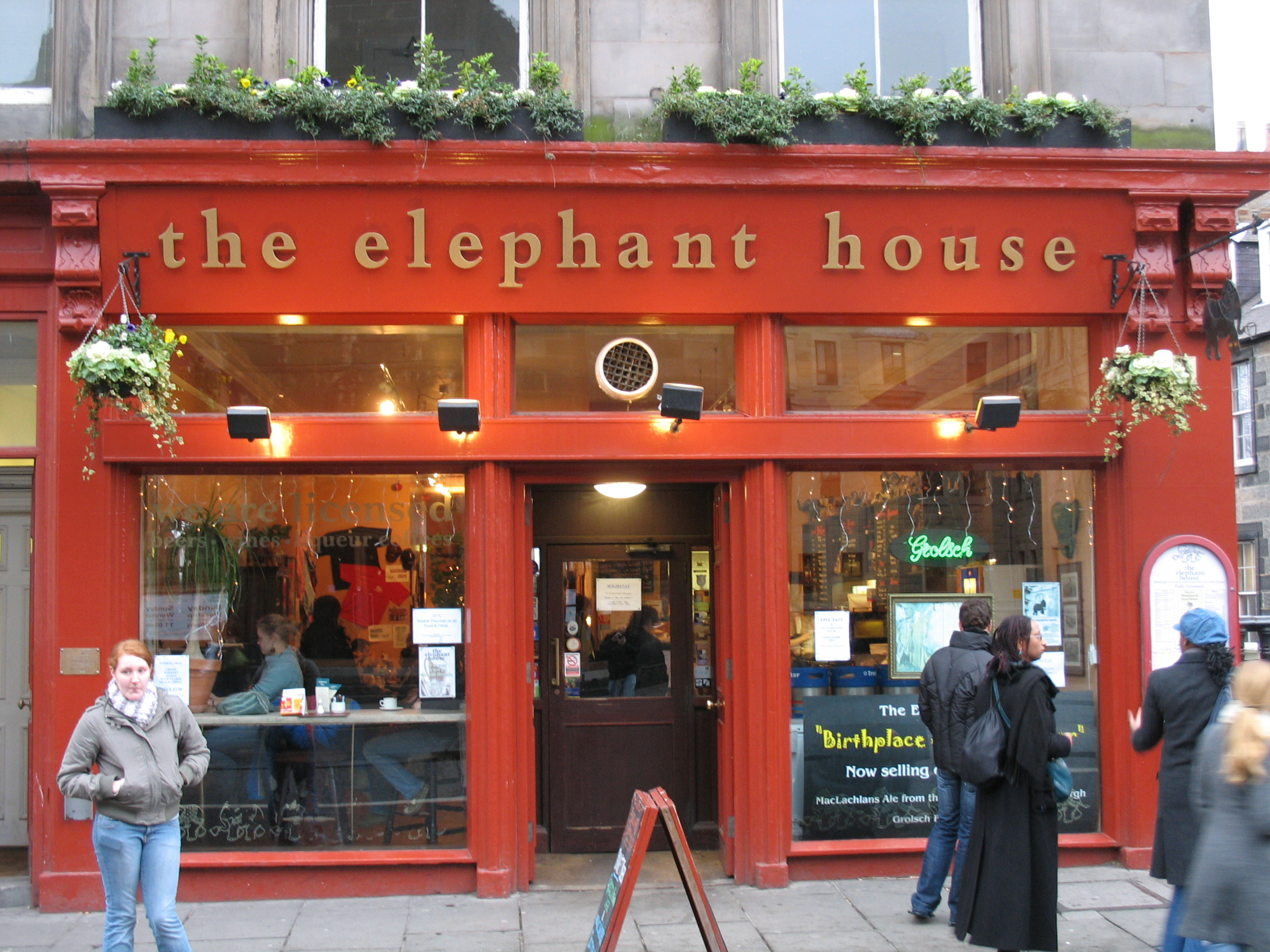
ハリー・ポッター第1巻を執筆した、エディンバラのカフェ「エレファントハウス」

1993年12月、妹のダイが住むエディンバラに娘とともに移り住んだ。ダイはこの時、完成していた第3章までの原稿を読んで夢中になったという。この時、母アンの死後わずか2年の早さで父ピーターは秘書と再婚していたため、姉妹と父親との間には亀裂が生じており、父親とは疎遠になっていた。
28歳のローリングは、社会保障局で生活保護と住宅手当を申請し、69ポンドの手当を得た。友人に600ポンドの借金もした。幅木のネズミの音に耐えられず、新しいアパートを見つけようとしたが、住宅手当を理由に次々と断られた。最終的にサウス・ローン・プレイス七番地に引っ越した。この家のキッチンテーブルで、『賢者の石』を書き上げることになる。
1994年頃から貧困と心労のため深いうつ病になり、「自殺も考えた」ことがあると英北部エディンバラ大学の学生誌に明かした。この時の経験が、ハリー・ポッターシリーズに登場するディメンターのもととなった。ローリングは義理の弟が買い取ったサウス・ブリッジとロイヤル・マイルの交差点にあるカフェ、ニコルソンズでコーヒーをすすりながら原稿を書き進めていった。
1994年の暮れには秘書の仕事を見つけたが、15ポンド以上収入があると手当から控除されてしまうためそれ以上稼げなかった。この頃スコットランドで教職を得るため、現代語の公立学校教員免許状(PGCE)取得のためのコースを受けた。1995年の夏にはスコットランド教育産業局から補助金を受け取ることができた。

### 出版社との契約
1995年、30歳のローリングは、完成した原稿を著作権エージェンシーに送った。1件目はそっけない断りの手紙とともに送り返されてきた。2件目のクリストファー・リトルが経営するChristopher Little Literary Agencyで契約を結んだ。
原稿は12の出版社に提出されたが、あまりに長編で、出版する会社は現れなかった。新人による子供向け書籍の出版に取り組んでいたブルームズベリー出版社が出版することとなったのは、受け取った原稿を、編集者が自分で読む前に8歳の子供アリス・ニュートンに手渡して反応を見たからである。1時間後に部屋から出てきたアリスは、「パパ、これは他のどんなものよりもずっと素敵だ」と話した。契約金は1500ポンドだった。
契約後もマリー・ハウスでの厳しい教育実習を続け、1996年7月に教職課程を終了した。ローリングは、スコットランドのゼネラル・ティーチング・カウンシルに登録した。また、ハリー・ポッターシリーズ2巻の執筆にも取り掛かっていた。カウンシルの作家のための奨励金制度で、8000ポンドを得ることができた。

### ハリー・ポッターの大ヒット

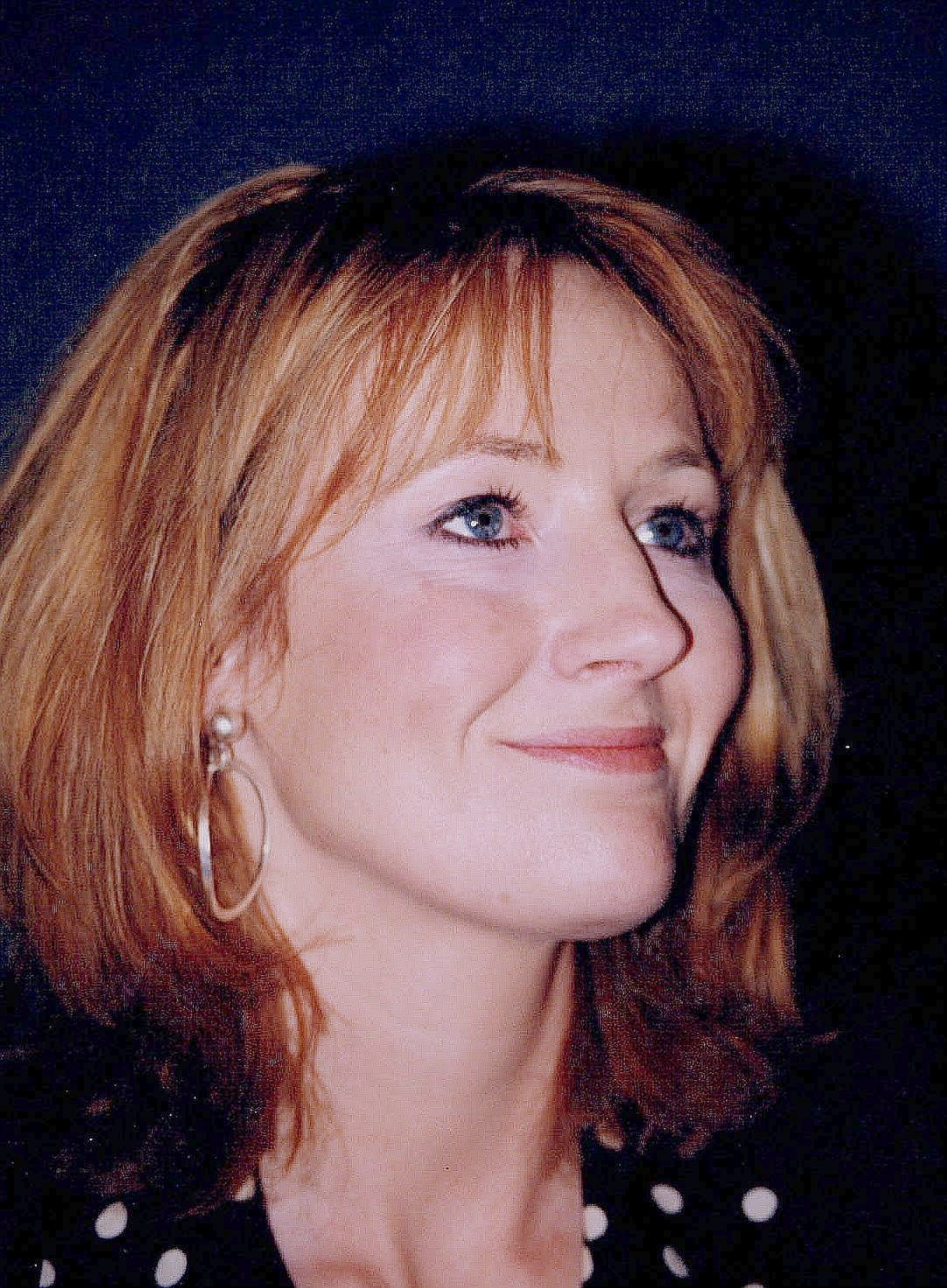
ナショナル・プレス・クラブでのローリング（1999年）

1997年7月26日、『ハリー・ポッターと賢者の石』がハードカバーとペーパーバックの両方で出版された。ハードカバー版の刷り数は500部だった。1巻が発売されても派手な宣伝を行う予算はなく、米国の出版権に入札できないほどだった。
発売されてから3日後、米国の出版権をめぐるオークションではどんどん値がつり上がっていき、10万ドルで落札された。米国版の初刷りは5万部だった。『賢者の石』出版から2週間後、2作目の原稿を出版社に送った。
1998年7月2日、第二巻にあたる『ハリー・ポッターと秘密の部屋』の出版から6日後、児童書として初となる英国のベストセラーリストの1位を飾った。「ネスレ・スマーティーズ賞」を受賞。「ブリティッシュ・ブック・アウォーズ」など多くの文学賞を受賞するなど、新人作家としては異例の扱いを受け児童文学として高く評価されるとともに、多数の外国語に訳される世界的ベストセラーとなり、子供のみならず広範な大人の読者をも獲得した。
1999年6月末、ローリングが4度目に受け取った印税は7桁の金額になっていて、ローリングは正真正銘の億万長者になった。プラチナカード会員のクレジットカードを持ち、15％～20％の印税を受け取るようになっていた。

### ハリーポッターの映画化

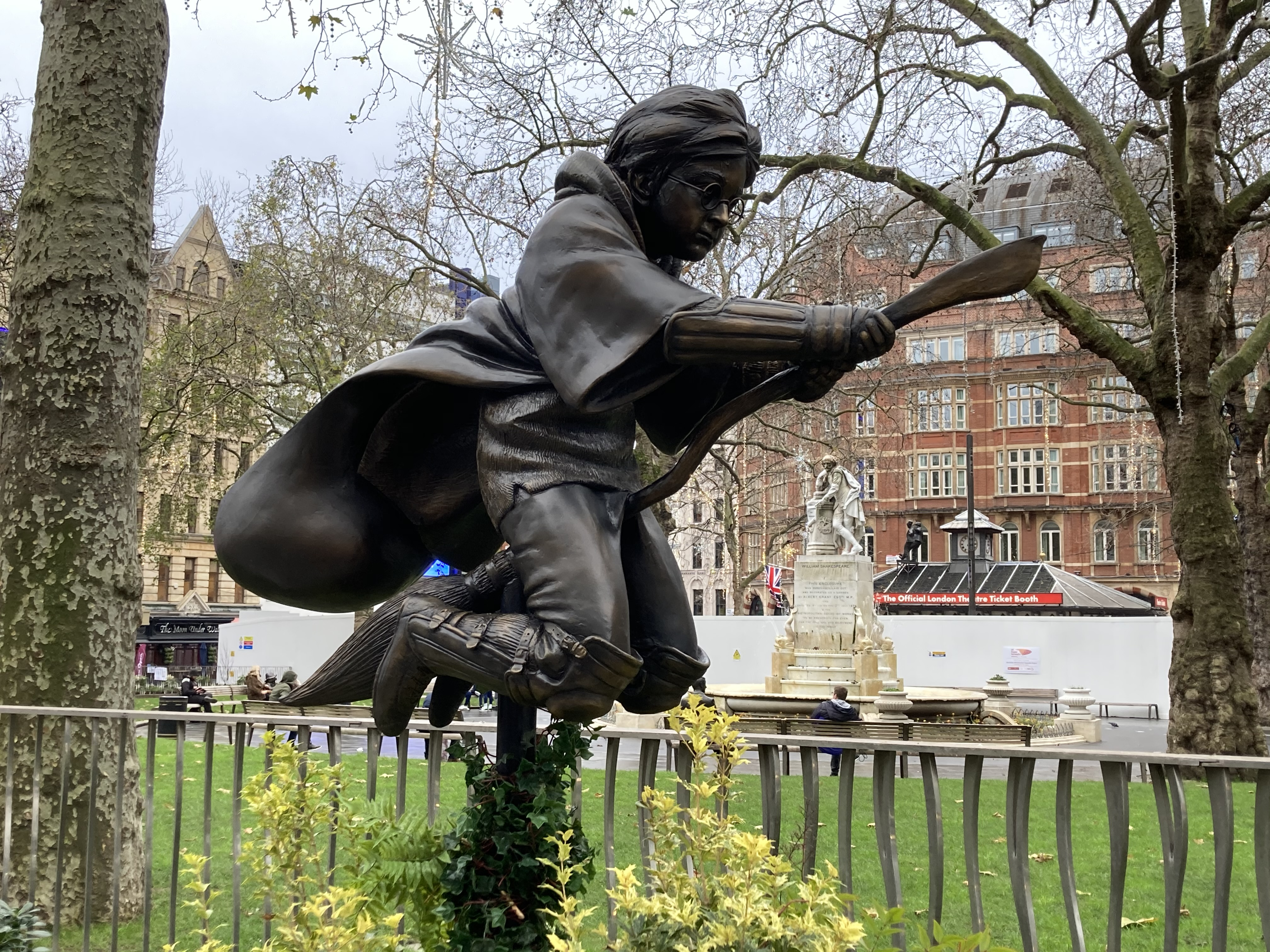
2020年に、ロンドンのレスター・スクエアにある「Scenes in the Square」に作られた、箒で飛ぶハリー・ポッターの彫刻。

1999年が終わりを迎える頃、デヴィッド・ハイマンとワーナー・ブラザースとの映画化権の契約が完了した。契約金は100万ドルで、ローリングは起こったことに対する発言権を維持し、脚本に意見をいう権利を持ち、特に英国における特定の種類の商品化に対して拒否権を行使できるようにした。代わりにワーナーは世界中で商標としての「ハリー・ポッター」を管理する権利を得た。
第4巻の発売が決まった頃には、既刊の3巻の売上は英国で800万部、米国で2400万部に達した。4巻の英国での初版部数は100万部を越え、英国・カナダ・オーストラリア・米国の4カ国の総初版部数は530万部にのぼった。この時点でローリングの収入は700万ポンドに上ると見込まれた。
35歳になる2週間前、母校のエクセター大学から名誉博士号を授与された。卒業式ではスピーチを披露した。

### 2000年代
2001年、オーサー・オブ・ザ・イヤーに加えて、児童文学への貢献を評価され、女王の公式誕生日の叙勲で英国勲功章（OBE)を受章した。「サンデー・タイムズ」の長者番付では所得額は6500万ポンドだった。
2001年には医師のニール・マレーと再婚し、2003年に男の子、2005年には女の子を出産している。
2002年、100名の最も偉大な英国人の一人に選出される。
2007年7月21日、シリーズ最終巻となる『ハリー・ポッターと死の秘宝』が発売された。以後も公式サイトや、映画シリーズの製作等で、同シリーズに関わる。
政府の生活保護により離婚後の生活苦をしのいだ経緯から、労働党を支持している。

### 2010年代
また紙媒体での本の重要性を説いており、電子書籍による自著の販売に反対していたが、オフィシャルストア「ポッターモア」でのアンケートなどを経て、2012年からハリー・ポッターシリーズ の電子書籍版を販売している。
2012年には、初の大人向け長編小説 『カジュアル・ベイカンシー 突然の空席』（The Casual Vacancy） を発表した。
2016年公開のハリー・ポッターシリーズのスピンオフとなる映画『ファンタスティック・ビーストと魔法使いの旅』（Fantastic Beasts and Where to Find Them） では、脚本を担当する。

## 資産

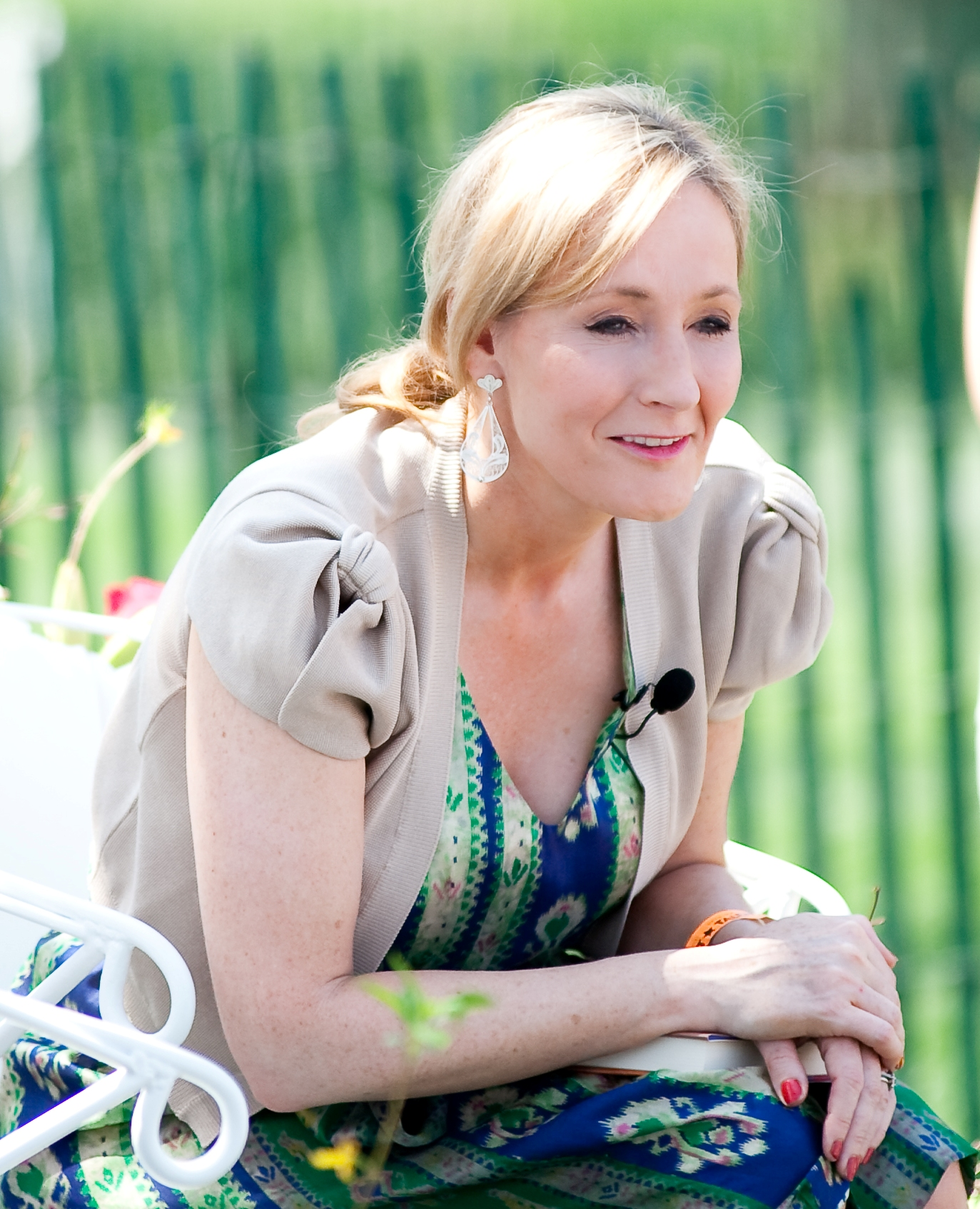
ホワイトハウスに招待されたローリング（2010年）

年収約1億2500万ポンド（日本円で約182億円）は、「歴史上最も多くの報酬を得た作家」とされている (Rags to riches)。
2003年5月、イギリスのお金持ちリストが発表され、ローリングがハリー・ポッターの本、映画、その他関連商品から手にした金額が560億円だったことがわかった。この金額はエリザベス女王よりも多く、イギリス国内では上から122番目の富豪になるという。
2007年1月、経済誌フォーブス誌がエンターテイメント界で活躍する女性で資産の多い女性トップ20を発表し、総資産1210億円で2位にランクインした。
2008年The Sunday Times Rich Listでは資産は5億6000万ポンドで、イギリス人女性の12位にランクインした。
2010年1月、英大衆紙ザ・サンによると、スコットランドに260万ポンド（日本円で約3億7500万円）で5軒目となる新たな豪邸を購入したという。この豪邸は31部屋もある大邸宅であるが、ローリングは2、3部屋を見ただけで購入を即決したという。担当をした不動産屋は「彼女は2、3部屋を見ただけで即決しました。所有者が『2階は見なくてもいいですか?』と聞くまでは2階も特に見ようとはしていなかったです」と明かしている。さらにローリングは2010年のクリスマスは家族とこの家で過ごしたいと熱望し、現在の所有者がクリスマスまでに出ていくのであれば30万ポンド（日本円で約4500万円）を購入金額に上乗せして支払ってもいいと言っているという。総資産が5億6000万ポンド（日本円で約840億円）もあるローリングは今回の豪邸以外にもスコットランドに3軒、ロンドンに1軒の豪邸を所有しているという。

## 影響を受けた作品
- 本にまつわる一番古い記憶は『たのしい川べ』を父親に読んでもらったことである。また、幼い頃はリチャード・スカーリーの作品に夢中になった。
- 『宝さがしの子供たち』などを書いたイーディス・ネズビットに大きな影響を受け、他にもスーザン・クーリッジの『すてきなケティ』やエニッド・ブライトンの作品、C・S・ルイスの『ナルニア国物語』シリーズをよく読み、特にジェーン・オースティンの『エマ』は20回以上読んだ。また、ジェームズ・ボンドも好きになった[9]。
- ジェシカ・ミットフォード（ミットフォード姉妹の五女）の自伝『令嬢ジェシカの反逆」を読んで、ジェシカの勇敢で理想に燃える人物像に憧れを抱いた[9]。
- 中学時代にはウィリアム・ゴールディングの『蝿の王』、J・V・マーシャルの『美しき冒険旅行』を読んでいた。
- 学校の行事で『リア王』を観に行ったことで演劇にも興味をもつようになる。その影響でウィリアム・シェイクスピアを好きになり、『冬物語』に出てくる「ハーマイオニ」という名前を自分の作品の登場人物の名前につけた[9]。
- パリの留学中には、日曜日は一日中部屋に篭ってチャールズ・ディケンズの『二都物語』を読んでいた。
- 大学在学中に『指輪物語』を読み、この壮大な物語の熱烈なファンとなった。全巻で1000ページに及ぶこの本は、長年の間繰り返し読まれたせいですっかりくたびれてしまった。
- ローリングはエリザベス・グージの『まぼろしの白馬』こそ「ハリー・ポッター」に一番の影響を与えた本だと語っている。
- クラシック音楽もかなり好きで、特にベートーヴェンの『熱情ソナタ』を好んだ。
- キャラクターの名前は地名辞典や『ブルーワー英語故事成語大辞典』を利用して考えた[9]。

## 慈善活動
ロンドンに本部を置くシングルペアレント・ファミリーのための全国協会への50万ポンドの寄付をした。2000年9月には同協会の慈善大使を務めることになった。「ザ・サン」へのイギリスの官僚主義的な福祉についての寄稿も行った。
エディンバラの地元ではガン患者とその家族に対してするカウンセリングや支援を行っているマギーズ・センターズに援助した。スコットランド各地で朗読会を開催してグラスゴーとダンディーに新しい支援センターを開設するための資金集めを行った。
母の闘病生活を通じて関わりを持つようになったスコットランド多発性硬化症協会の後援者になった。「スコットランド・オン・サンデー」に特別寄稿をした。これは後に「オブザーバー」でも取り上げられた。
堅いイメージの慈善事業をお祭り感覚で演出しているコミック・リリーフ（Comic Relief）に2冊の本を書き下ろした。いずれも〈ホグワーツ校指定教科書〉でタイトルは『幻の動物とその生息地』と『クィディッチ今昔』。少なくとも一冊に付き2ポンドの印税がコミック・リリーフに寄付された。

## トランスジェンダーに対する見解および論争
ローリングはジェンダー・クリティカルな見解を持っており、トランスジェンダーの性別移行を促進する多くの法案に反対している。
ローリングは、トランスジェンダーの性別移行を容易にすることは、女性専用スペースへのアクセスや女性の法的保護に影響を及ぼす可能性があると考えており、性自認を促進し、医学的診断なしに法的に性別移行を可能にする法律に反対している。ソーシャルメディアを通じて、ローリングは、子供やシスジェンダーの女性は、トランス女性やトランス肯定的なメッセージに脅かされていると表明している。
ローリングのトランスジェンダーに対する見解は多くの批判を集めており、トランス嫌悪的（トランスフォビック）あるいは反トランスジェンダーと表現されることが多いが、ローリングはこのようなレッテルに異議を唱えている。
ローリングは、トランスジェンダーについて発言する理由を、自身が発表したエッセイの中で説明している。その中でローリングは、女性らしさは性別のある身体に宿るものではないという議論や、生物学的な女性には共通の経験がないという主張は女性蔑視的だとしている。ローリングは、女性を「月経のある女性」と呼ぶ言葉は人間性を奪うものであり、トランスジェンダー活動家の運動は、女性を生物学的な階級としてだけでなく政治的階級としても蝕もうとしていると考えている。ローリングはまた、性別の法的定義をジェンダーの観点から再定義しようとする試みは、女性にとって安全な場所を危険にさらすことになると説明した。
ローリングは、女性蔑視に関する自身の経験について書き、少女たちが性差別から逃れるために性転換していることを懸念していると述べ、さらにもし自分がもっと遅く生まれていたら、「女性らしさから逃れる魅力」がローリング自身を性転換へと導いただろうかと疑問に思うとも述べた。ローリング自身は家庭内暴力と性暴力のサバイバーであり、「自分は女性だと信じたり感じたりする男性に浴室や更衣室のドアを開け放つことは、侵入を試みるあらゆる男性にドアを開け放つことになる」と述べている。ローリングはまた、エッセイの中で「トランスジェンダーを自認する人々の大多数は、他人に何の脅威も与えないばかりか、脆弱であると私は信じている…。トランスジェンダー当事者は保護を必要としており、保護を受けるに値する…男性から被害を受けたトランス女性には、共感と連帯感しか感じない」と述べている。
ローリングは「誰かを怒らせようと思ったことは一度もない」が、「今の地位から降りることに抵抗はなかった」と述べている。また、トランスジェンダーの権利に反対することが経歴に悪影響を与えることについても心配していないと説明した。ハリー・ポッターの本の売上は論争の影響を受けていないと言われる。ローリングは、シスジェンダーという用語は「ジェンダー・アイデンティティという反証不可能な概念を信じることを意味するイデオロギー的言語」であると主張している。
スコットランドのジェンダー認定法の改正案に対するローリングの反応 や、性別とジェンダーに関する見解は論争を巻き起こした。ローリングの見解は、女性シェルターや刑務所を含め、生物学的女性だけのための安全な場所を確保する権利があるべきであるというものであり、性自認や、生物学的女性を指す婉曲的な言葉遣いに批判的であった。ローリングの発言はフェミニストを分裂させ、言論の自由に関する議論を巻き起こし、キャンセル・カルチャー  、芸術分野からのトランスジェンダー当事者への支援を促進した。ローリングの発言は批評家からトランス嫌悪的であるとみなされており、ツイッターでの発言についてジェンダー批判的フェミニズムの支持者と見做されたが、ローリングはこれらのレッテルを拒否している。一部のパフォーマーやフェミニストはローリングを支持し、彼女に向けられた誹謗中傷を批判している。ローリングはトランスジェンダーに関する意見を表明したことで、殺害予告を受けたとも述べている。
ローリングのトランスジェンダーに対する見解が最初に注目されたのは、2018年にローリングがトランス女性を「ドレスを着た男性」と表現したツイートに「いいね」したときだった。これはファンからトランス嫌悪的だと非難された。広報担当者はローリングが誤ってツイートを「いいね」してしまったと説明した。2019年12月、ローリングはジェンダー批判的な見解のために世界開発センターより解雇され、フォーステイター対ヨーロッパ世界開発センター事件の当事者となっているマヤ・フォーステイターを支持するツイートをした 。
マヤ・フォーステイターは「生物学的性別は2つしかない」「人は性別を変えられない。男性・女性という性別は生物学的な事実であり不変のもの」「性別は生まれつきでなく性の自認で決まるという考えの“セルフID”を中心に性別変更を可能にすると、女性の権利が守られなくなる」「好きな代名詞を使って、全ての人の人間性と表現を受け入れることには全面的に賛成です。トランスジェンダーの女性はトランスジェンダーの女性。それでいい。でも、トランスジェンダーの女性は女性であるというドグマ（独断的な意見）を押し付けるのは、全体主義的じゃないか」「男性が化粧をしても、ヒールを履いても、着飾っても、女性にはならない。でも気持ちを傷つけないというために、（女性であると理解しているように）装うのが規範らしい」「（自身を黒人と偽っていた）レイチェル・ドレザルが自分を黒人だと思っていたことと、男性が自分を（成人の）女性だと思っていることの違いが、正直わからない。どちらも、物質的な根拠はない」などといったツイートや主張をして、勤務先に契約の更新を拒否された。雇用審判所ではフォーステーターにトランスジェンダーの人々の権限や「性別を不正確に説明することによる大きな痛み」を無視する権利はないとして、シンクタンクの決断を支持する判決を下した。（控訴を経て、最終的に雇用審判所はフォーステイターがジェンダー批判的な信条に基づく直接的な差別を受けたと結論付け、マヤ・フォーステイターの勝訴となった。判決は2023年6月に言い渡され、フォーステイターは収入の損失、精神的被害、その他の損害に対して91500ポンド、利息として14900ポンドの賠償金を支払われることとなった）その判決に対しローリングは、「好きな服を着ればいい。自分を好きなように呼べばいい。合意を得た大人の相手となら寝ればいい。最高の人生を平和と安全と共に生きてほしい。でも、性別は疑問の余地がないと言ったことで、女性を解雇するのか？」とツイートし、#IStandWithMaya（私はマヤを支持する）というハッシュタグも付けた。このローリングの行動に対し批判が殺到した。
2020年5月、ローリングはDevexの記事で「女性」ではなく「月経のある人々」という表現が使われていることに反対した。ローリングは、生物学的性別の現実を否定することは世界中の女性の経験を消し去り、同性愛の可能性を排除すると述べた。批判に応えて、彼女は「性別は現実であり、結果をもたらしてきた」という見解を述べ、さらに「私はすべてのトランスジェンダー当事者が自分にとって本物で心地よいと感じられる生き方をする権利を尊重する」と書いた。
2020年9月22日、ローリングは「時には、Tシャツが話しかけてくれることがある」という文言と共に、「This WiTCH DOESN’T BURN（この魔女は燃えない）」というメッセージが描かれたTシャツを着た写真をツイートした。ローリング氏はこのTシャツを購入したTシャツを購入したサイト「Wild Womyn Workshop」のリンクも投稿していたが、このサイトで販売されていた一部のバッジには、「トランス女性は男性です（TransWomen are Men）」「あんたの代名詞なんか知るか（F*ck Your Pronouns）」「トランス男性は私のシスター（Transmen are my sisters）」といったトランスジェンダーに理解を示さない文言がデザインされていた。
2021年11月、Twitterで3人のトランスジェンダー活動家により自宅の住所を写真で晒されたことを明らかにし、家族にも危害を及ぼしかねない悪質な嫌がらせだとして抗議した。また一連の批判と因果関係は不明だが、2022年1月にHBO Maxが制作した特別番組『ハリー・ポッター20周年記念:リターン・トゥ・ホグワーツ』には、映画版の歴代キャストやスタッフが集結したが、原作者であるローリングは出演しなかった。これに関してはネット上でキャンセル・カルチャーだとして番組の制作側に批判の声が集まった。
2022年3月、ローリングは労働党党首のキア・スターマーが「トランス女性は女性である」と個人的な意見と英国法に基づいて発言したことを批判した。ローリングはスターマーが法律を誤って伝えていると非難し、「労働党はもはや女性の権利を守ることを期待できない」と述べた。そしてその年の後半には、トランスジェンダー当事者がより簡単に法的性別を変更できるようにすることを目指したスコットランドの性別承認法改革法案に反対を表明し、当時のスコットランド首相ニコラ・スタージョンを法案に関連して「女性の権利の破壊者」と呼んだ。
ローリングは2022年12月に、シスジェンダーのみを対象とする性暴力被害者支援センター「ベイラズ・プレイス」を設立した。ガーディアン紙は、性犯罪の専門家の言葉を引用し、「既存のサービスが相次ぐ性犯罪で圧迫されていたため、このセンターは切望されていた追加的な保護を提供するだろう」と述べ、「平等法の下では、トランス女性を排除するサービスは、それが釣り合いが取れたもので正当であれば合法である」と指摘した。これを称賛するファンに応えて、ローリングは「メリー・ターフマス（Merry Terfmas）」とツイートした。
2023年10月23日、ローリングはX（旧ツイッター）に「あとについて繰り返して。トランス女性は女性です」という画像を投稿、それに「ノー」とコメントを添えた。
2024年2月、ローリングはFor Women Scotlandによる訴訟の1つを支援するクラウドファンディングのキャンペーンに7万ポンドを寄付した。この訴訟は、性別認定証明書を持つトランス女性を「女性」に含む、公的機関におけるジェンダー代表法（スコットランド）での定義に異議を唱えている。抗告は、英国最高裁判所が訴訟の司法審査を認める決定を下した後に開始された。この訴訟は、For Women Scotlandが、スコットランドの法律における「女性」の法的定義に性別認定証明書を持つトランス女性を含めることを覆そうと起こしている多くの訴訟の1つである。
2024年3月13日、ローリングはツイッターで、ナチスが性科学研究所を襲撃した際に初期のトランスジェンダー医療に関する本を燃やしたという事実を「熱病にかかった夢」と一蹴した。ローリングはさらに、ホロコースト中にナチスに迫害されなかったという誤った主張をした別のユーザーのツイートを引用した。彼女のコメントは、アレハンドラ・カラバーリョを含む幅広い批判を受けた。ユダヤ人新聞ザ・フォワードなど一部は、ローリングをホロコースト否定論者として非難した。ローリングは、ノヴァーラ・メディアのジャーナリスト、リヴカ・ブラウンがローリングは「今やホロコースト否定論者だ」と述べた後、法的措置を取ると脅した。この脅迫のため、ブラウンは以前の発言を撤回し謝罪するツイートを投稿した。これにより、「J.K.ローリングはホロコースト否定論者だ」がツイッターでトレンドになった。
2024年4月1日、2021年スコットランドのヘイトクライムおよび公共の秩序法が発効したことを受けて、ローリングは数人のトランス女性をリストアップし、「男性」としたツイッターのスレッドを投稿した。これらのトランス女性には、複数の著名人や有罪判決を受けた性犯罪者が含まれていた。MSNBCの記者クラリッサ・ジャン・リムは、ローリングが彼女たちをひとまとめにしたのは「トランスジェンダー当事者と性倒錯を結び付けようとする明らかな試み」だと述べた。スレッド全体を通して、ローリングは皮肉を込めて全員を女性と呼んでいたが、最後に「明らかに、上記のツイートに挙げられている人々は女ではなく、全員男だ」と追記した。
ローリングは、自分のメッセージを新法に絡めて「逮捕されるのを楽しみにしている」と述べた。その後、スコットランド警察の広報担当者は、ローリングの発言は「犯罪行為とはみなされず、これ以上の措置は取られない」と述べた。当時のリシ・スナク首相はローリングを擁護し、「生物学に関する単純な事実を述べただけで犯罪者扱いされるべきではない」と述べた。
2024年7月、ローリングは労働党党首のキア・スターマーに対し、性別認定証明書を持つトランス女性が女性専用スペースを使用する権利があるかどうかを公に尋ねた。スターマーは「いいえ。その権利はない。あるべきでもない」と答えた。
2024年8月、パリ五輪ボクシング女子66キロ級で金メダルを獲得したイマネ・ケリフについて、ローリングは2回戦で相手選手が46秒で棄権した試合の写真を添付して「この写真以上に男の新しい権利を象徴したものはないだろう。女性蔑視のスポーツ団体に守られることを知りながら、頭を殴った女の苦痛を楽しみ、その人生の夢を打ち砕く男のにやけ顔」と投稿し、ケリフの性別を「男性」と示唆する内容を投稿した。これを受け、ケリフはイーロン・マスクと共にローリングを告訴した。

### 反応
ローリングの見解は言論の自由に関する議論を巻き起こし、文学、音楽、テーマパーク、ゲームの各分野からトランスジェンダー当事者への支持表明を促した。ローリングはトランスジェンダー当事者に関するコメントをめぐって広範囲にわたる非難の的となっている。否定的な反応には侮辱や脅迫、殺害予告なども含まれる。批判はハリー・ポッターのファンサイト、LGBT団体、ハリー・ポッターシリーズに出演した主要な俳優陣、およびヒューマン・ライツ・キャンペーンから寄せられた。ケリー・ケネディが彼女の見解に「深い失望」を表明した後、ローリングはロバート・F・ケネディ・ヒューマン・ライツから授与されたリップル・オブ・ホープ賞を返上した。
ローリングは賞を返上することに「深い悲しみ」を感じていると述べ、ロバート・ケネディへの尊敬の念を改めて表明したが、「いかなる賞も私にとっては、自分の良心に従う権利を放棄するほどの意味を持つものではない」と述べた。
ハリー・ポッターシリーズの登場人物を演じたことで知られる俳優らが、ローリングの見解を批判したり、トランスジェンダーの権利を支持する声を上げており、具体的にはダニエル・ラドクリフ、エマ・ワトソン、ルパート・グリント、エディ・レッドメインが挙げられる。2024年4月、キャス・レビューの公表後、ローリングは、たとえラドクリフやワトソンからトランスジェンダーについて謝罪があったとしても受け入れないと述べた。
ほかの出演者はローリングを擁護している。ヘレナ・ボナム＝カーターとレイフ・ファインズはローリングを支持する発言をした。女優のノーマ・ドゥメズウェニは当初ローリング支持を表明したが、反発を受けて撤回した。イヴァナ・リンチは当初ローリングの見解を批判したが、後にローリングに対する激しい反応を非難した。
2020年6月10日、彼女は自身のサイトで多数のトランスジェンダーの活動家から誹謗中傷や殺害予告などの脅迫を受け取っていると訴え、また「女性は衣装ではない。女性は男性の頭の中の考えではない。女性を『生理のある人』や『陰部を持つ人』と呼ぶ言葉は多くの女性を非人間的で卑劣な物に貶めている」「生物学的性が存在しないのなら、同性に魅かれることはない。生物学的性が存在しないのなら、世界中で女性が経験している現実が消し去られてしまう」「私は、政治的、生物学的階級としての女性を侵食し、捕食者に隠れミノを提供することで明らかな害を及ぼしている運動に、屈服することを拒否する」などという内容の2万字超のエッセイを表明した。
このエッセイは、BBCのアモル・ラジャンによってラッセル賞の最優秀作品賞にノミネートされた。同放送局は、ブログが引き起こした反響にもかかわらずブログを書いたローリングの「勇気」を評価しており、ノミネートはBBCがローリングの主張を支持したことを意味するものではないと述べた。ローリングのエッセイの主張に異議を唱えた団体や個人としては、ストーンウォール、ローリングが「トランス女性と男性の性犯罪者」を混同していると批判した性別不和の子供たちのための団体「マーメイド」、そしてGLAADのCEOサラ・ケイト・エリスが、トランスジェンダーのコミュニティにとって危険な環境を作り出しかねないと述べた。ジェンダー理論家のジュディス・バトラーは、ローリングの主張は社会的現実を描写していない「豊かな空想」であると表明した。米国のフェミニズム団体は2016年に、トランスジェンダー当事者が女性シェルターを利用することを認めた200の自治体では暴力の増加は報告されていないと述べた。
ワーナー・ブラザース・エンターテイメントとユニバーサル・デスティネーションズ&エクスペリエンシズは2020年6月に声明を発表し、LGBTQ+の包摂と多様性を優先することを強調したが、ローリングとその発言については直接言及しなかった。ローリングは俳優のロビー・コルトレーンやブライアン・コックス、そしてアヤーン・ヒルシ・アリなどのフェミニスト から支持を受けた。ラディカルフェミニストのジュリー・ビンデルは、ローリングは「何世代にもわたる若い女性と男性に、性差別の問題を考えるよう促してきた」と述べた。
2020年6月、平等法は米上院で阻止された。共和党のジェームズ・ランクフォード上院議員は、法案に反対する理由の一部としてローリングのエッセイを引用した。
2020年7月、イギリスの児童向けニュースサイト「ザ・デイ」は、ローリングの発言がトランスジェンダー当事者に危害を加え攻撃したと示唆し、人種に関するワーグナーや女性に関するピカソの見解をローリングの見解と比較し、ローリングの作品をボイコットするよう呼びかける記事を掲載した後、ローリングより法的措置の予告を受けて、公的に謝罪した。同誌は、ローリングが選んだ慈善団体に非公開の金額を支払うことに同意した。
2020年7月5日、ローリングは「多くの医療の専門家達が、メンタルヘルスの問題を抱える若者たちが、本来はそれが最善の方法では無いのにもかかわらず、（ジェンダー移行のための）ホルモン治療や手術という脇道へと誘導されていることを憂慮しています」「私を含む多くの人々は、若い同性愛者たちが、結果として生殖力や生殖機能を失うことになるかもしれない、医療化という生涯にわたる道へと向かわされるという、新種のコンバージョン・セラピーを目撃しています」「これまでにも何度も言った通り、ジェンダー移行は一部の人々にとっては正解かもしれません。しかし、その一方で、そうではない可能性もあるのです。ジェンダー移行後、元に戻ろうとした人々の話に目を向けてください」「異性のホルモンによる長期的な健康リスクは、ずいぶん長い間記録されてきています。トランス活動家たちは、それらの副作用について、最小化され否定していますが」とツイートしたが、ローリングは、“多くの若者がメンタルヘルスの問題と性別違和（生まれ持った心と体の性が異なる）を混同しており、不必要な性別適合治療や手術へと促されている”、“安易に性別適合手術やホルモン治療を行なうことは、新種のコンバージョン・セラピーである”と主張しているとして批判を浴びた。
トランスジェンダー俳優のスコット・ターナー・スコフィールドは、ローリングは「被害者であることを武器化して、科学的に誤りであることがすでに暴かれているセオリーを拡散し、トランスジェンダーに差別的なヘイトスピーチをあたかも正当かのように見せている。社会の隅に追いやられた、弱い立場にある少数派に対する組織的な政治運動に加担している」と批判した。トランス活動家でモデルのマンロー・バーグドルフは「ローリング氏は、自分の言動がトランスジェンダーの若者たちの精神におよぼす悪影響について考えたことは一度も無いんでしょうね。たとえ若者たちのジェンダー移行を支持しなくたって、彼らがトランスであることを止められるわけじゃない。もし、彼らに自認とは違う性別として生きることを強制するなら、それこそがコンバージョン・セラピーだよ」と、ローリング氏を呆れた口調で非難した。
ローリングのコメントはLGBT団体「GLAAD」によって「残酷」かつ「反トランスジェンダー」と非難されている。ファンサイトのMuggleNetとThe Leaky Cauldronはローリングに対して批判を表明している。
2020年に出版されたローリングの小説『Troubled Blood』は、犯行に際して女装を行う殺人犯の描写で批判を浴びた。マーメイドの広報担当者は、この小説はトランスジェンダー当事者を脅威として描写して悪者扱いする「使い古された比喩」だと非難した。ガーディアン紙のレビューでは、このキャラクターは「多くの容疑者の1人に過ぎない」と述べ、「ローリングは彼をトランスジェンダーとして描写しておらず、また『女装家』とも呼んでいない」と説明している。
2020年9月、イアン・マキューアン、フランシス・バーバー、トム・ストッパード、グリフ・リス・ジョーンズを含む58人の芸能人や作家が署名したローリングを支持する書簡がサンデー・タイムズに掲載された。書簡はソーシャルメディア上でローリングに向けられた「嫌がらせの猛攻撃」を非難し、そのような行為を「陰険で権威主義的で女性蔑視的な傾向」と表現した。俳優のエディ・レッドメインも同様にローリングに向けた嫌がらせを非難し、トランスジェンダー当事者に対する嫌がらせも非難した。ジェンダー・フルイド当事者のコメディアンで俳優のエディ・イザードは、ローリングをトランス嫌悪的だとは考えていないと述べ、このテーマに関するローリングの作品を読むよう人々に勧めた。哲学者でジェンダー理論家のジュディス・バトラーは、ニュー・ステイツマン誌のインタビューで、ローリングが嫌がらせの対象になるべきではないことに同意したが、トランスジェンダー当事者に対するいかなる形の嫌がらせにも反対するよう人々に促した。
2021年にニュー・ステイツマンに寄稿したエッセイで、元英国首相のトニー・ブレアは、労働党がローリングのトランスジェンダーに対する見解を「疑わしい目で見る」なら勝利できないとの考えを示し、この問題についてオープンな議論を求めた。2021年のNetflixのスタンドアップコメディ「The Closer」で、コメディアンのデイブ・シャペルはローリングへの支持を表明し、自らを「チームTERF」と宣言した。
米国のいくつかのクィディッチリーグは、ローリングの発言を受けて「J・K・ローリングの作品から距離を置く」ためにスポーツの名前を変更することを決定した。
2022年3月25日、ロシア連邦大統領のウラジーミル・プーチンはビデオ会議の中でロシアによるウクライナ侵攻に反発した西側諸国のキャンセル・カルチャーに触れた際、プーチンはローリングのトランスジェンダー発言によるキャンセル・カルチャーの事例を引き合いに出した上で「世界中で何百万部も売り上げた本の作家であるJ・K・ローリングは、いわゆる『ジェンダーの自由』支持者の気に障ったがためにキャンセルされている」と彼女を擁護した。以前からチャリティー団体などを通してウクライナ政府と連携し、自身も100万ユーロをウクライナへ寄付してきた。ローリングはプーチンの発言に強く抗議し「#IStandWithUkraine」のハッシュタグを添付したツイートをTwitterに投稿してウクライナ支持の意思を表示した。また、2022年4月8日には、ローリングの意向により、ロシア国内で流通しているハリー・ポッターシリーズの電子書籍販売を停止することが同月6日に同国メディアから報じられた。
2023年2月16日にニューヨークタイムズは「In Defense of J.K. Rowling」という論説（Opinion）の投稿を掲載し、ローリングに対する「トランス嫌悪」「トランス差別主義者」という罵倒、著書の撤去、住所晒し、性暴力や殺害の予告を含んだ脅迫行為をおこなう「過激派」を批判し、ローリングへの支持を表明した。ローリングはDVシェルターや女性刑務所など女性専用スペースを持つ権利、法的性別の決定にセルフIDでは不適切だと言っているだけであり、性別不合(旧:性同一性障害)の存在へ異議を唱えたり、証拠に基づく医療的な手術（性別適合手術）を受けた者への性別移行の法的容認（手術済トランス女性の法的性別変更）へ反対したことは一度もない。ニューヨークタイムズは、「トランス差別」の本来の定義に沿った発言をしていないローリングに対するアンチキャンペーンは馬鹿げているだけでなく、サルマン・ラシュディへの刺傷事件のように、作家が悪魔化されたときに起こり得る危険性があると報道している。
ラナ・ホワイトドは2024年に、ローリングの時々「軽薄」で「性自認に対する単純な理解」が、彼女と「ファン、読者、学者との関係だけでなく、彼女の作品そのものとの関係も」永久に変えてしまったと主張した。
ライターの小野寺系はローリングの発言は誤解に基づくものだとしており、犯罪行為を目的に女性専用スペースに侵入した人物は、たとえ心が女性だと言おうとも、いかなる場合でも罪に問われることになり、トランス女性と犯罪の脅威を安直に結びつけて女性専用スペースから排除しようとすることは、差別にあたると言わざるを得ないと複数の専門家らが指摘しているとしている。
ウェブメディアのフロントロウは2020年6月のエッセイについて、意図的に真実を曲解していると批判している。2015年にアメリカで2万8,000人のトランスジェンダーを対象に行なわれた調査によると、8％がジェンダー移行後に再移行したと回答した。これだけを読むと10％近くもの人がジェンダー移行を後悔しているように見えるが、実際にジェンダー移行をやめて再移行したと回答した人のうち、62％はあくまで一時的な再移行だった。そして、ジェンダー再移行する理由で最も多かったのが、親から再移行するようプレッシャーを受けたからだった。そのほかには、ジェンダー移行後に受けたハラスメントに耐えられなかったことや、仕事が見つけられなかったことが挙げられた。実際に再移行をした人のうち、ジェンダー移行は自分にとって正しいアクションではなかったと答えた人は全体の0.4％だった。ローリングはこのデータの一部を切り取って、“ジェンダー移行がトレンドとして激増しており、そのなかで誤ってジェンダー移行してしまう若者が増えている”とする、反トランスジェンダー主義者のあいだで訴えられている主張をしており、そのため、ジェンダー移行/性別適合手術によって命や人生が救われている多くのトランスジェンダーの人々の差別や偏見につながっていると批判されているとしている。また、ローリングはエッセイにおいて、「10年前、反対の性にジェンダー移行をしたい人の大半は男性でした。この比率は今や逆転しています」としている。しかし2019年のイギリス政府の発表によると、これは事実ではない。イギリス政府の調査では、トランスジェンダー女性は人口の3.5%で、トランスジェンダー男性は2.9％。ジェンダー移行をしているのは、生まれた時に割り当てられた性別が男性の方が上回っていることが指摘されている。
エッセイの中で、ブラウン大学のリサ・リットマンが発表した、若い女性が性自認ではなく社会的なプレッシャーが原因の感情によってジェンダーに違和感を覚えているとするROGD（＝性別違和感の急激な発生）という論文に触れていることについて。この論文はのちに、当事者であるトランスジェンダーのティーンではなくその親の証言を元にしていたことがわかったとして。当然、子供のジェンダー移行に賛同していない親はROGDを理由に挙げる可能性が出てくるため、論文が掲載されたサイトが訂正版を公開する結果となったことが指摘された。

## 略歴
- 1995年、エディンバラのカフェ The Elephant House で『ハリー・ポッターと賢者の石』を書き上げた。
- 1996年、同書がブルームスベリー出版社から出版されることが決まる
- 1997年、同書がイギリスで発売され、ベストセラーとなる。
- 1998年、『ハリー・ポッターと秘密の部屋』出版。
- 1999年、『ハリー・ポッターとアズカバンの囚人』出版。
- 2000年、『ハリー・ポッターと炎のゴブレット』出版。児童文学への貢献を評価されて英国勲功章 (OBE) を受章。
- 2003年、『ハリー・ポッターと不死鳥の騎士団』出版。
- 2005年、『ハリー・ポッターと謎のプリンス』出版。
- 2007年、『ハリー・ポッターと死の秘宝』出版。
- 2012年、『カジュアル・ベイカンシー 突然の空席』出版。
- 2013年、『カッコウの呼び声 私立探偵コーモラン・ストライク』出版。（以下、ロバート・ガルブレイス名義）
- 2014年、『カイコの紡ぐ嘘 私立探偵コーモラン・ストライク）』出版。
- 2015年、『Career of Evil（原題）』出版（『コーモラン・ストライク』シリーズ第三作）。

## 作品リスト
| 巻 | タイトル                           | 原題                                      | 発売日    | 日本発売日 |
| -- | ---------------------------------- | ----------------------------------------- | --------- | ---------- |
| 1  | ハリー・ポッターと賢者の石         | Harry Potter and the Philosopher's Stone  | 1997.6.26 | 1999.12.1  |
| 2  | ハリー・ポッターと秘密の部屋       | Harry Potter and the Chamber of Secrets   | 1998.7.2  | 2000.9.1   |
| 3  | ハリー・ポッターとアズカバンの囚人 | Harry Potter and the Prisoner of Azkaban  | 1999.7.8  | 2001.7.18  |
| 4  | ハリー・ポッターと炎のゴブレット   | Harry Potter and the Goblet of Fire       | 2000.7.8  | 2002.10.23 |
| 5  | ハリー・ポッターと不死鳥の騎士団   | Harry Potter and the Order of the Phoenix | 2003.6.21 | 2004.9.1   |
| 6  | ハリー・ポッターと謎のプリンス     | Harry Potter and the Half-Blood Prince    | 2005.7.16 | 2006.5.17  |
| 7  | ハリー・ポッターと死の秘宝         | Harry Potter and the Deathly Hallows      | 2007.7.21 | 2008.7.23  |

### 映像化
- 『ハリー・ポッターと死の秘宝 PART1』Harry Potter and the Deathly Hallows Part1（2010年）- 原作・製作
- 『ハリー・ポッターと死の秘宝 PART2』Harry Potter and the Deathly Hallows Part1（2011年）- 原作・製作
- 『ファンタスティック・ビーストと魔法使いの旅』Fantastic Beasts and Where to Find Them（2016年）- 原作・脚本・製作
- 『ファンタスティック・ビーストと黒い魔法使いの誕生』Fantastic Beasts The Crimes of Grindelwald（2018年）- 原作・脚本・製作
- 『ファンタスティック・ビーストとダンブルドアの秘密』Fantastic Beasts The Secrets of Dumbledore（2022年）- 原作・脚本原案・共同脚本・製作
- 『私立探偵ストライク』Strike（2017年-）- 原作・製作総指揮

### 関連
- 幻の動物とその生息地 Fantastic Beasts and Where to Find Them（2001.3.1）
- クィディッチ今昔 Quidditch Through the Ages（2001.3.1）
- 吟遊詩人ビードルの物語 The Tales of Beedle the Bard（2008.12.4）
- ハリー・ポッターと呪いの子 Harry Potter and the Cursed Child（2016.7.31）ストーリーコンセプト（脚本ジャック・ソーン）

### 短編
- ハリー・ポッター前日談Harry Potter prequel（2008.7）

### 大人向け
- 『カジュアル・ベイカンシー 突然の空席』（The Casual Vacancy）2012.9.27（テレビドラマ化）

※イギリス郊外の町を舞台とした、作者初の大人向け長編小説。原書は2012年9月27日に刊行。独占翻訳権は講談社が取得した。　

#### 『私立探偵コーモラン・ストライク』シリーズ
- 『カッコウの呼び声 私立探偵コーモラン・ストライク』（The Cuckoo's Calling）2013.4.18
- 『カイコの紡ぐ嘘 私立探偵コーモラン・ストライク』（en:The Silkworm）2014.6.19
- 『（邦題未定）』（en:Career of Evil）2015.10.20（未出版）
- 『（邦題未定）』（en:Lethal White）2018.9.18（未出版）
- 『（邦題未定）』（en:Troubled Blood）2020.9.15（未出版）
- 『（邦題未定）』（en:The Ink Black Heart）2022.8.30（未出版）
- 『（邦題未定）』（en:The Running Grave）2023.9.26（未出版）

※ロバート・ガルブレイス名義での出版。日本では講談社が出版。

### その他

#### ノンフィクション
- McNeil, Gil and Brown, Sarah, editors (2002). Foreword to the anthology Magic. Bloomsbury.
- ブラウン、ゴードン Brown, Gordon (2006). Introduction to "Ending Child Poverty" in Moving Britain Forward. Selected Speeches 1997–2006. Bloomsbury.
- Sussman, Peter Y., editor (2006.7.26). "The First It Girl: J. K. Rowling reviews Decca: the Letters by Jessica Mitford". The Daily Telegraph.
- Anelli, Melissa (2008). Foreword to Harry, A History. Pocket Books.
- Rowling, J. K. (2008.6.5). "The Fringe Benefits of Failure, and the Importance of Imagination". Harvard Magazine.
  - J. K. Rowling, Very Good Lives: The Fringe Benefits of Failure and Importance of Imagination, illustrated by Joel Holland, Sphere, 14 April 2015, 80 pages (ISBN 978-1-4087-0678-7).
- Rowling, J. K. (2009.4.30). "Gordon Brown – The 2009 Time 100". Time magazine.
- Rowling, J. K. (2010.4.14). "The Single Mother's Manifesto". The Times.
- Rowling, J. K. (2012.12.30). "I feel duped and angry at David Cameron's reaction to Leveson". The Guardian.
- Rowling, J. K. (2014.23.17). Isn’t it time we left orphanages to fairytales? The Guardian.
- Rowling, J. K. (guest editor) (2014.4.28). "Woman's Hour Takeover". Woman's Hour, BBC Radio 4.[181]

## 賞・学位
ローリングはセント・アンドルーズ大学、エディンバラ大学、エディンバラネーピア大学、エクセター大学、アバディーン大学、ハーバード大学から名誉学位を受けている。ハーバード大では2008年卒業式でスピーチを行った。2009年フランス大統領ニコラ・サルコジからレジオンドヌール勲章を授与された。
その他賞:
- 1997 Nestlé Smarties Book Prize金賞『賢者の石』
- 1998 Nestlé Smarties Book Prize金賞『秘密の部屋』
- 1998 British Children's Book of the Year『賢者の石』
- 1999 Nestlé Smarties Book Prize金賞『アズカバンの囚人』
- 1999 National Book Awards Children's Book of the Year『秘密の部屋』
- 1999 ウィットブレッド賞『アズカバンの囚人』
- 2000 British Book Awards
- 2000 大英帝国勲章
- 2000 ローカス賞『アズカバンの囚人』
- 2001 ヒューゴー賞『炎のゴブレット』
- 2003 アストゥリアス皇太子賞
- 2003 ブラム・ストーカー賞『不死鳥の騎士団』
- 2006 British Book of the Year『謎のプリンス』
- 2007 ブルーピーター・バッジ 金賞
- 2007 バーバラ・ウォルターズ Most Fascinating Person of the Year
- 2008 British Book Awards
- 2010 アンデルセン文学賞
- 2011 英国アカデミー賞
- 2012 ロンドン名誉市民

## その他
- 2014年スコットランド独立住民投票では、スコットランドは、油田とガス田が乏しくなりつつあり独立すれば経済的にダメージを受けるとして独立に反対し独立反対運動に100万ポンド（約1億7300万円）を寄付した。
- ラグビーワールドカップ2015日本対南アフリカはラグビー史上、類を見ない番狂わせとして知られるが[182]、試合後に「こんな話は書けない…」とTwitterで述べた[183][184]。
- 2016年のイギリスのEU離脱の国民投票では残留を支持した。
- 自身の小説『ハリー・ポッターと賢者の石』に基づいた映画『ハリー・ポッターと賢者の石』(2001年) には、ロビン・ウィリアムズらとともに俳優としてカメオ出演している。
- ドナルド・トランプを批判している。
- 日本との関わり
  - 日本人のファンによる、「ハリー・ポッター」シリーズの主人公から、「ファンタスティック・ビースト」の主人公にバトンタッチしている様子を描いたイラストにTwitterで感謝を示した[185]。